# Frizon
Frizon ist eine französische Gemeinde mit 484 Einwohnern (Stand 1. Januar 2022) im Département Vosges in der Region Grand Est (bis 2015 Lothringen). Sie gehört zum Arrondissement Épinal und zum Kommunalverband Agglomération d’Épinal.

## Geografie

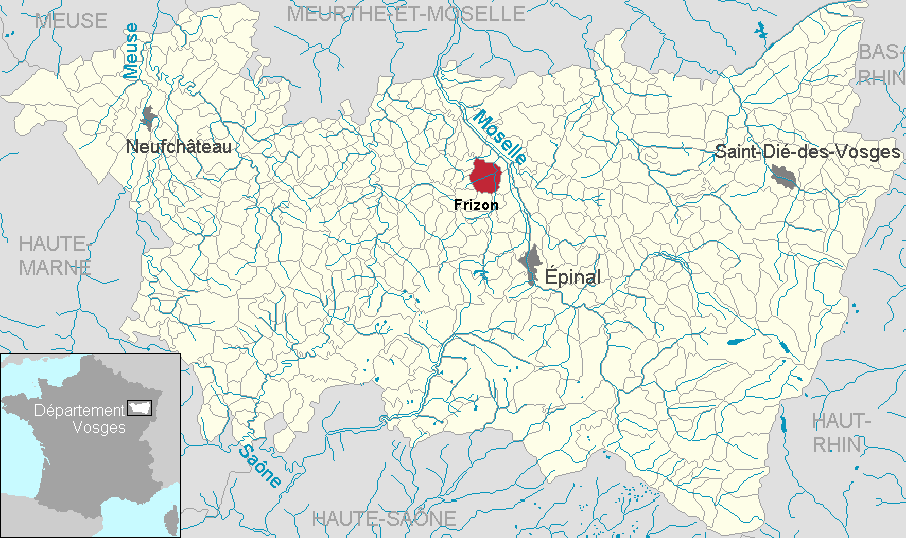
Lage der Gemeinde Frizon im Département Vosges

Die Gemeinde Frizon liegt an der unteren Avière, einem Nebenfluss der Mosel, 14 Kilometer nordwestlich von Épinal, der Hauptstadt (chef-lieu) des Départements. Zu Frizon gehört der Ortsteil Le Voivre.
Das Gemeindegebiet von Frizon erstreckt sich beidseitig eines 3,5 Kilometer langen Abschnittes des Mosel-Zuflusses Avière, der im Bereich der Gemeinde kleinere Bäche aus dem nach Westen ansteigenden Plateau aufnimmt. Einer dieser Bäche, der Poinsot, teilt das besiedelte Gebiet in ein Unter- und ein Oberdorf (Frizon-Basse und Frizon-Haute). Der alte Dorfkern liegt auf einem Sporn oberhalb der Mündung des Poinsot in die Avière.
Über zwei Drittel des 11,75 km² großen Gemeindeareals werden landwirtschaftlich genutzt. Zusammenhängende Waldgebiete finden sich im Norden und Süden der Gemeinde.
Nachbargemeinden von Frizon sind Vincey im Norden, Nomexy im Nordosten, Igney im Osten, Thaon-les-Vosges und Mazeley im Süden, Bouxières-aux-Bois im Südwesten, Saint-Vallier und Regney im Westen sowie Bettegney-Saint-Brice im Nordwesten.

## Geschichte
Das Gebiet um Frizon war bereits in römischer Zeit besiedelt. Ausgrabungen im Jahr 1934 förderten eine goldene Medaille zutage, die heute im Musée du Chapitre in Épinal aufbewahrt wird. 1861 entdeckte man anhand gleichmäßig behauener Kalksteinplatten eine Römerstraße, die aus Osten kommend in Richtung Mosel nahe an Frizon vorbeiführte.
Im Jahr 1104 taucht der Ort als Frezonis Villa erstmals in einer Urkunde des Priorates Belval (in der heutigen Gemeinde Portieux an der Mosel) auf.
1574 unterstanden die Dörfer Ober- und Nieder-Frizon Claude Bussignécourt, dem Herren von Damelevières.
Nach massiven Zerstörungen während des Dreißigjährigen Krieges durch die Schweden und die Truppen Ludwigs XIV. errichtete Herzog Stanislaus I. Leszczyński im achtzehnten Jahrhundert ein Jagdschloss, das heute als Restaurant dient.

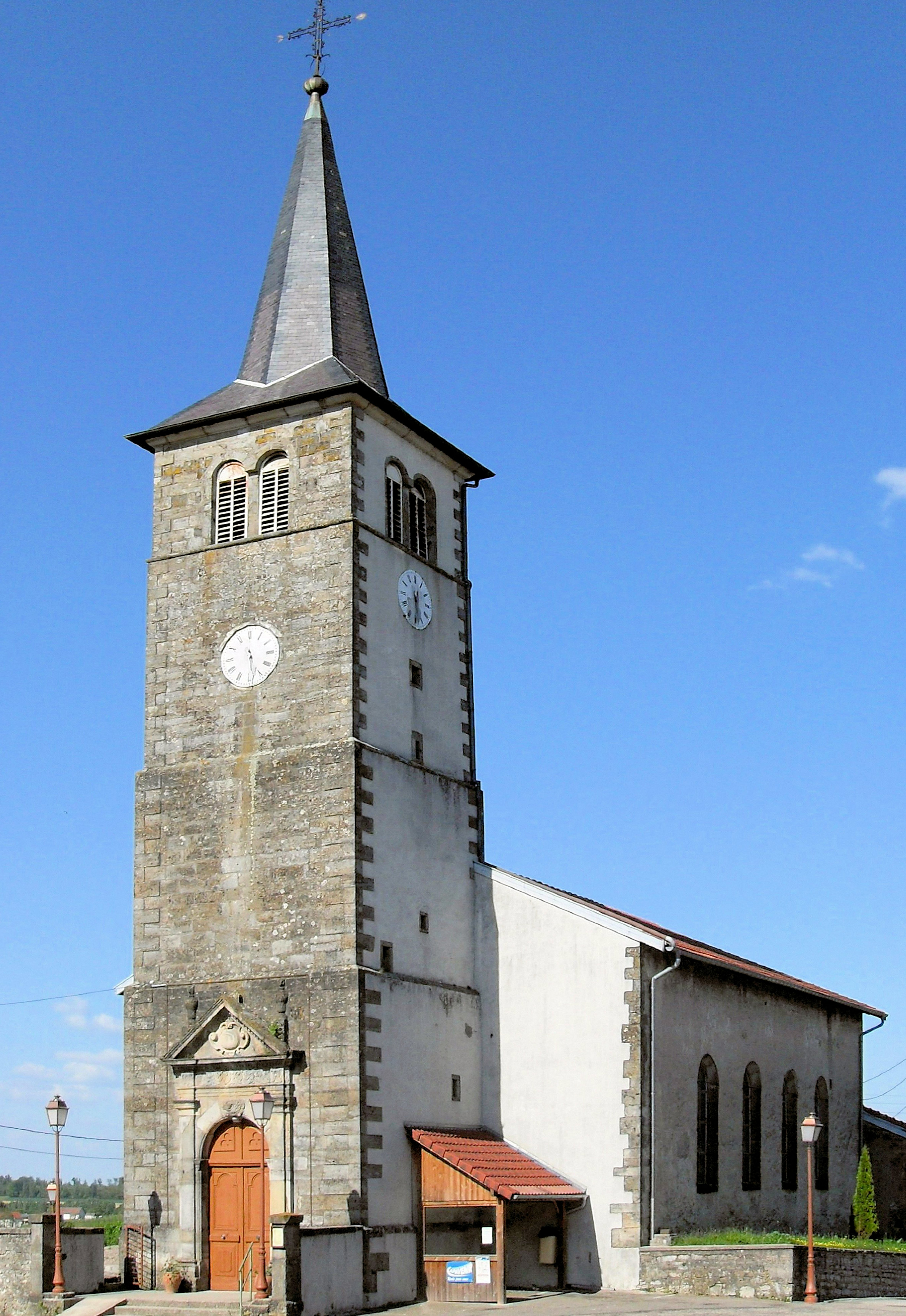
Kirche St. Martin

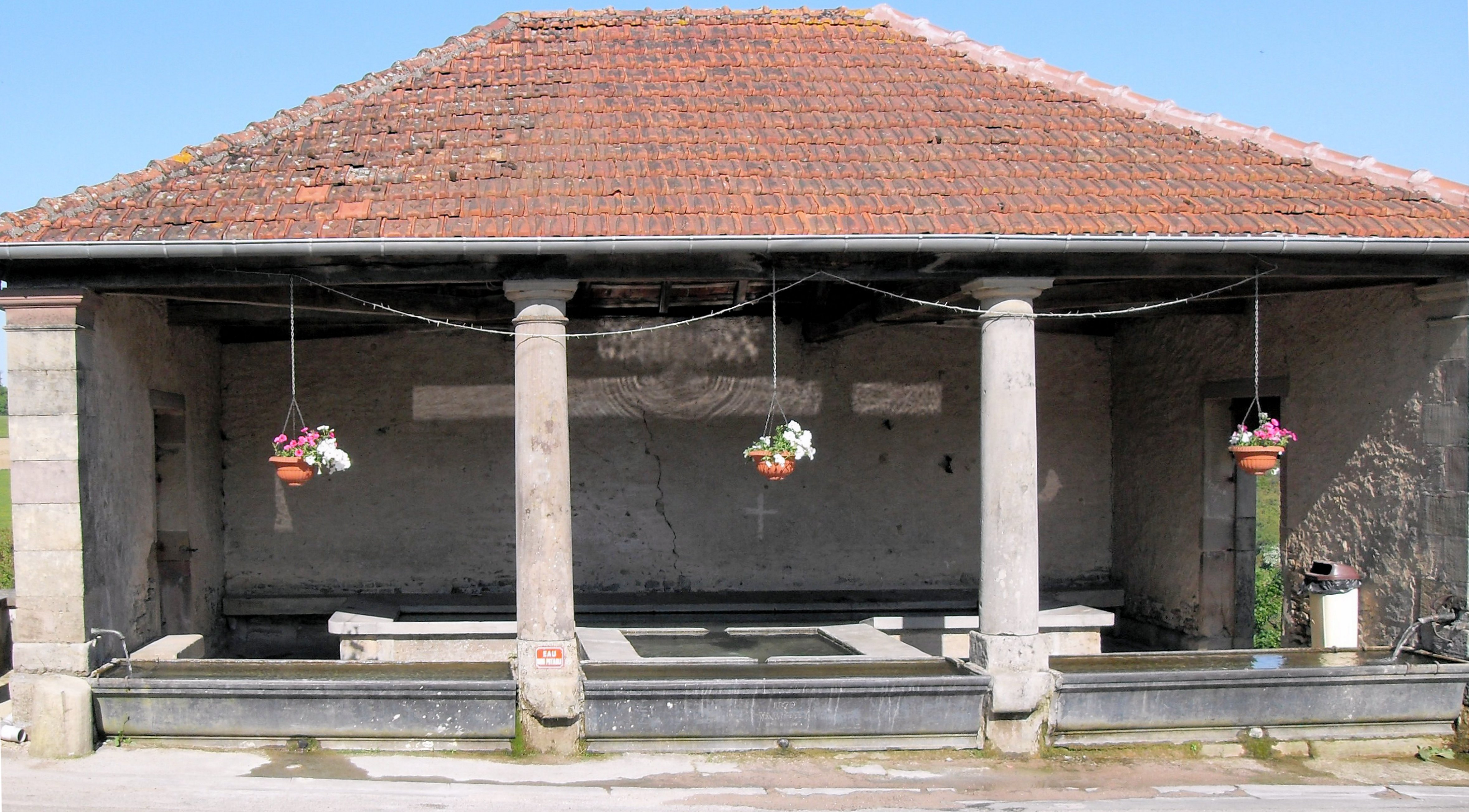
Lavoir

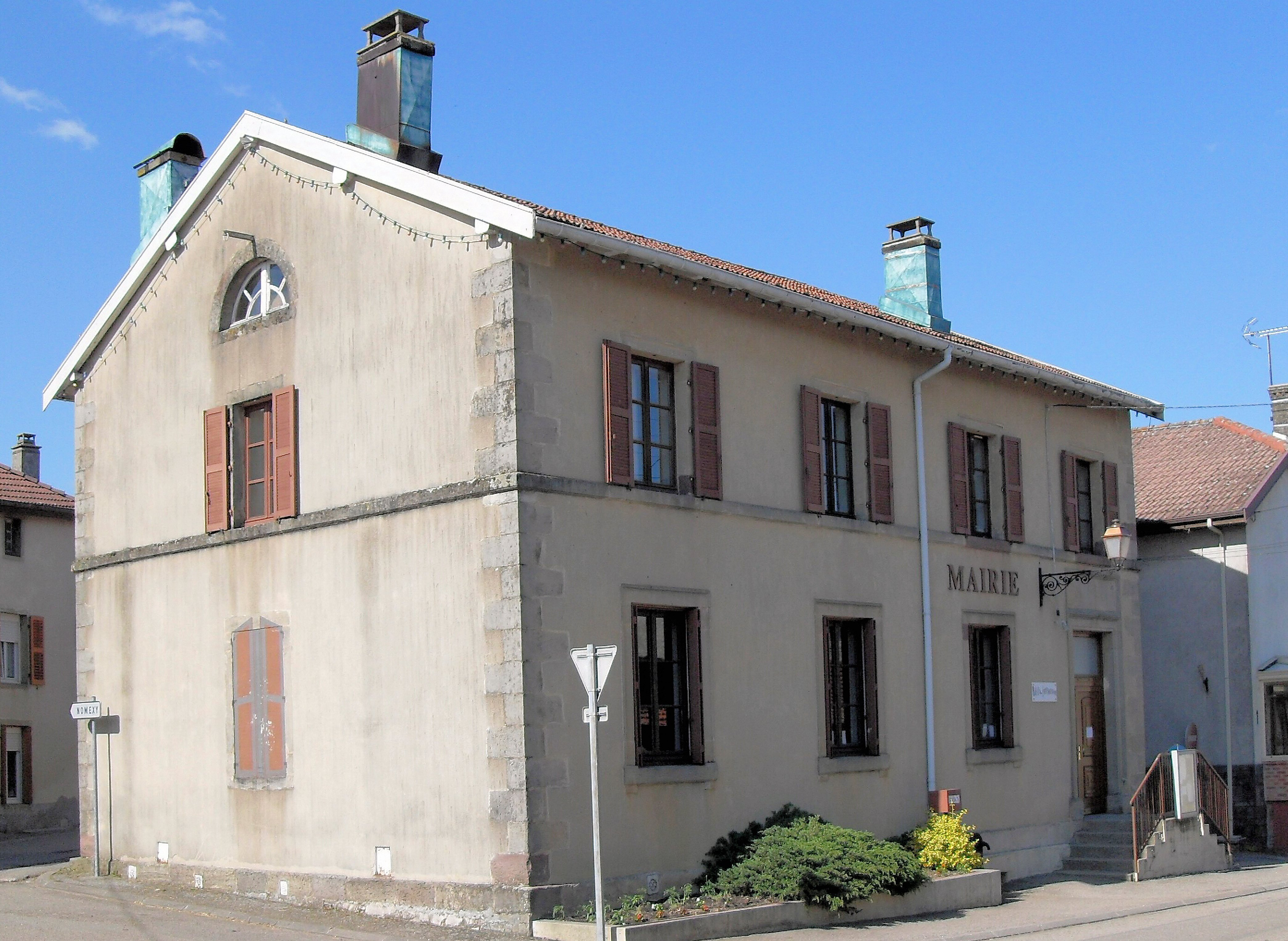
Rathaus

1801 hatte die Gemeinde noch die Schreibweise Frison.
Durch den Dammbruch von Bouzey am 27. April 1895 wurden die drei Brücken im Dorf weggespült und Teile des Dorfes überschwemmt. Vier Menschen kamen dabei ums Leben. Vom Orkan, der am 11. Juli 1984 über der Region wütete, haben sich die Wälder um Frizon nur sehr langsam erholt.

### Bevölkerungsentwicklung
Seit den 1970er Jahren ist die Einwohnerzahl von Frizon auf einem gleichbleibenden, leicht schwankenden Niveau. Das Ziel der Gemeinde ist, die Schwelle von 500 Einwohnern zu erreichen und zu halten, um langfristig den Betrieb der Grundschule zu sichern.
| Jahr      | 1962 | 1968 | 1975 | 1982 | 1990 | 1999 | 2011 | 2021 |
| --------- | ---- | ---- | ---- | ---- | ---- | ---- | ---- | ---- |
| Einwohner | 320  | 373  | 400  | 397  | 430  | 377  | 473  | 496  |

Im Jahr 1911 wurde mit 666 Bewohnern die bisher höchste Einwohnerzahl ermittelt. Die Zahlen basieren auf den Daten von cassini.ehess und INSEE.

## Sehenswürdigkeiten
- Dorfkern mit Lavoir und gotischer Kirche St. Martin mit Chor aus dem 16. Jahrhundert
- Renaissance-Ausstattung im Erdgeschoss eines Hauses in der Allée des Marronniers 230, die 2009 zum Monument historique erklärt wurde[5]
- kleines Agrarmuseum, dass von Mai bis Oktober sonntags geöffnet ist

## Wirtschaft und Infrastruktur
Die Landwirtschaft spielt auch heute noch eine wichtige Rolle in Frizon. In der Gemeinde sind zehn Landwirtschaftsbetriebe ansässig (Milchwirtschaft, Rinder- und Geflügelzucht). Neben den Beschäftigten in kleinen Handwerks- und Dienstleistungsbetrieben (unter anderem eine Bäckerei) sind die Pendler in das nahegelegene 70 ha große Gewerbegebiet (Zone industrielle) Épinal-Nomexy die größte Gruppe der Erwerbstätigen in Frizon. Seit einigen Jahren gibt es auch in Frizon Bestrebungen, den früher westlich der Vogesen verbreiteten Weinbau wieder anzukurbeln.
Frizon wird durch die Anschlussstelle Nomexy der zweispurigen Route nationale 57 von Nancy nach Épinal erschlossen. Die Départementsstraße 6 führt von Frizon nach Nomexy und nach Mazeley. Der vier Kilometer entfernte Haltepunkt Châtel-Nomexy liegt an der dem Moseltal folgenden Bahnlinie Nancy-Épinal-Remiremont, die vom Unternehmen TER Lorraine betrieben wird.

## Belege
1. ↑  Ortsname auf cassini.ehess.fr
2. 1 2  Artikel über Frizon auf vosgesmatin.fr (Seite nicht mehr abrufbar, festgestellt im April 2018. Suche in Webarchiven)  Info: Der Link wurde automatisch als defekt markiert. Bitte prüfe den Link gemäß Anleitung und entferne dann diesen Hinweis. (französisch, PDF-Datei).
3. ↑  Frizon auf cassini.ehess
4. ↑  Frizon auf INSEE
5. ↑  Liste des immeubles protégés au titre des monuments historiques en 2009 (französisch).
6. ↑  Landwirtschaftsbetriebe auf annuaire-mairie.fr (französisch)
7. ↑  Le.vin.bleu.free.fr (französisch).